# Frederick Corder
Frederick Corder (26. ledna 1852 Hackney, Londýn – 21. srpna 1932) byl anglický skladatel a hudební pedagog.

## Život
Frederick Corder se narodil 26. ledna1852 v londýnské čtvrti Hackney jako syn Micaha Cordera a jeho ženy Charlotte roz. Hillové. Navštěvoval Blackheath Proprietary School a již v raném dětství hrál na klavír. Později byl jeho učitelem klavíru Henry Gadsby a harmonie Claude Couldery. Ve studiu pokračoval na Royal Academy of Music, kde byli jeho učiteli George Alexander Macfarren (harmonie a skladba), William Cusins (klavír) a William Watson (housle). V roce 1875 získal Mendelssohnovo stipendium, které mu umožnilo studovat čtyři roky v zahraničí. První tři roky strávil na konservatoři v Klíně nad Rýnem, kde byl žákem Ferdinanda Hillera (skladba) a Isidora Seisse (klavír). Čtvrý rok žil v Miláně. Tam se seznámil Arrigem Boitem a Giuseppem Verdim.
Po návratu do Anglie v roce 1879 se stal dirigentem v Brighton Aquarium. V roce 1884 krátce působil jako dirigent v divadelní společnosti D'Oyly Carte Opera Company, která uváděla operety Arthura Sullivana a W. S. Gilberta Patience or Bunthorne’s Bride a Iolanthe or The Peer and the Peri. Poté se Corder stal profesorem skladby na Královské akademii hudby v Londýně. V roce 1889 byl jmenován kurátorem akademie. Mezi jeho žáky byla řada předních britských skladatelů (Granville Bantock, Arnold Bax, York Bowen, Alan Bush, Eric Coates, Benjamin Dale, Joseph Holbrooke a další včetně vlastního syna Paula Cordera). V roce 1905 byl jedním ze zakladatelů a prvním předsedou Společnosti britských skladatelů (Society of British Composers).

## Dílo

### Orchestrální skladby
- Evening on the Sea-Shore, op. 1 (1886)
- In the Black Forest, op. 2, suita (1880)
- Ossian, op. 8, koncertní předehra, (1882)
- Nocturne, op. 9 (1882)
- Prospero, op. 14, koncertní předehra (1885)
- The Tempest, op. 15 (1886)
- Roumanian Suite, op. 18 (1887)
- Nordisa, ouverture (1892)
- Pippa Passes, op. 24 (1898)
- Elegie pro 24 houslí a varhany In memoriam Victor Harris, op. 28 (1908)
- Tragic Overture (1902)
- Scene d'Amour (1902)

### Vokální skladby
- The Cyclops, kantáta, op. 6 [1881)
- Dreamland, symfonická óda pro sbor a orchestr, op. 10 (1883)
- The Bridal of Triermain, kantáta, op. 16 (1886)
- The Minstrel's Curse, balada pro recitátora a orchestr, op. 19 (1888)
- The Sword of Argantyr, kantáta, op. 20 (1889)
- Margaret: The Blind Girl of Castel-Cuillé, kantáta pro ženské hlasy a klavír, op. 21 (1893)
- True Thomas op. 23 [1895)
- The Witch's Song, op. 27 (1902)
- Sing unto God, motet pro ženské hlasy, varhany, harfy, trubky a bicí nástroje, op. 29 (1912)
- A Wreath of a Hundred Roses (1922)

### Opery
- The Triumph of Spring, maska (1879)
- Mort d'Arthur, velká opera, op. 3 (1879)
- Philomel, operní satira, op. 4 (1880)
- A Storm in a Teacup, opereta, op. 5 (1882)
- The Nabob's Pickle, opereta, op. 12 (1883)
- The Noble Savage, opereta, op. 13 (1885)
- Nordisa, romantická opera, op. 17 (1887)

### Scénická hudba
- The Termagant, op. 25 (Her Majesty's Theatre, Londýn, 1898)
- The Black Tulip, op. 26 (Haymarket Theatre, Londýn, 1899)

### Spisy
- The Orchestra and how to write for it, 1895. ISBN 978-1-104-50078-8
- Modern Composition, 1909. ISBN 1-140-35011-0
- A History of the Royal Academy of Music from 1822–1922, 1922.
- Ferencz (François) Liszt, 1925. ISBN 0-404-12888-2